# シッサノ語
シッサノ語（Sissano）は、パプアニューギニア独立国サンダウン州に位置する西アイタペ地方政府のシッサノ地域で話されている言語。
オーストロネシア語族に属し、1990年の時点では4,780人の話者が確認されていたが、1998年のパプアニューギニア地震に発生した津波によりその大部分が死亡した。現在の話者数は数百人規模とされている。